# Hemigrammocapoeta culiciphaga
Hemigrammocapoeta culiciphaga là một loài cá vây tia thuộc họ Cyprinidae.
Loài này có ở Syria và Thổ Nhĩ Kỳ.
Môi trường sống tự nhiên của chúng là sông ngòi.
Chúng hiện đang bị đe dọa vì mất môi trường sống.